# Kenta Kawanaka
Kenta Kawanaka (川中 賢太 Kawanaka Kenta?, Osaka, 5 de noviembre de 1997) es un futbolista japonés que juega como centrocampista.

## Trayectoria

### Clubes
| Club                | País  | Año    |
| ------------------- | ----- | ------ |
| Fukushima United FC | Japón | 2019 - |

## Estadística de carrera

### J. League
| Club                | Año   | J. League | J. League | Copa J. League | Copa J. League | Total | Total |
| Club                | Año   | Part.     | Goles     | Part.          | Goles          | Part. | Goles |
| ------------------- | ----- | --------- | --------- | -------------- | -------------- | ----- | ----- |
| Fukushima United FC | 2019  | 8         | 0         | -              | -              | 8     | 0     |
| Total               | Total | 8         | 0         | 0              | 0              | 8     | 0     |